# Кристи Солари
Кристи Солари (на италиански: Christy Solari) е италиански оперен певец, тенор.

## Биография
Роден е през 1884 г. в Смирна. Учи пеене в Милано при Серафино ди Фалко. Сценичния си дебют прави през 1914 г. в Театър „Андреани“ в Мантуа в ролята на Артуро в операта „Пуритани“ на Винченцо Белини. Още през 1915 г. пее на сцената на Миланската Скала в ролята на Дука в „Риголето“ на Джузепе Верди. През 1916 г. Солари пее в Театър „Киарела“ в Торино с роли в „Риголето“ и във „Фаворитката“ на Гаетано Доницети. На следващата година гостува в Театър „Регио“ в Парма. След края на Първата световна война Солари продължава кариерата си основно в по-малки провинциални театри в Италия (Бари, Катания, Кремона), а също и в театрите в Торино и Венеция. 
През 1927 г. Солари е на сцената на Театър „Карло Феличе“ в Генуа в ролята на Едгардо в „Лучия ди Ламермур“ и на Пинкертон в „Мадам Бътерфлай“. През 1929 г. има поредица от гост-участия в Театър „Колон“ в Буенос Айрес, едно от които е в премиерата на операта „Кралят“ от Умберто Джордано. През 1930 г. отново пее в Парла и Торино. Същата година гостува във Виена, където отново се въплъщава в ролята на Пинкертон. През оперния сезон 1931 – 1932 г. и през 1938 г.Солари е в Триест в трупата на Театър „Верди“. Отново пее на сцената на Миланската Скала през 1937 г. в ролята на Надир в ролята на Жорж Бизе „Ловци на бисери“. 
Слиза от сцената през 1946 година. Почива в Рим през 1974 г.